# Observatorij Roque de los Muchachos
Observatorij Roque de los Muchachos (špansko Observatorio del Roque de los Muchachos, ORM) je astronomski observatorij v občini Garafía na otoku La Palma na Kanarskih otokih v Španiji. Observatorij upravlja Instituto de Astrofísica de Canarias s sedežem na bližnjem Tenerifu. ORM je del Evropskega severnega observatorija.
Zaradi statistike vidnosti v ORM je to druga najboljša lokacija za optično in infrardečo astronomijo na severni polobli, takoj za observatorijem Mauna Kea na Havajih. Mesto ima tudi nekaj najobsežnejših astronomskih objektov na severni polobli; njegova flota teleskopov vključuje 10,4 m Gran Telescopio Canarias, največji optični teleskop z eno zaslonko na svetu od julija 2009, teleskop William Herschel (drugi največji v Evropi) in švedski 1-metrski solarni teleskop s prilagojeno optiko.
Observatorij je bil ustanovljen leta 1985 po 15 letih mednarodnega dela in sodelovanja več držav, pri čemer je španski otok gostil številne teleskope iz Velike Britanije, Nizozemske, Španije in drugih držav. Otok je zagotovil boljše vidne pogoje za teleskope, ki jih je kraljevi observatorij Greenwich preselil v Herstmonceux, vključno z 98-palčnim teleskopom Isaac Newton (največji reflektor v Evropi v tistem času). Ko so ga preselili na otok, so ga nadgradili na 100-palčni (2,54 metra) in tam bi gostili številne celo večje teleskope iz različnih držav.

## Zgodovina
Gradnja observatorija sega v leto 1969, ko se je začel projekt observatorija severne poloble. Po desetih letih raziskav na mestu je prišlo do velikega mednarodnega sporazuma med več državami o ustanovitvi mednarodnega observatorija na La Palmi.
Observatorij je začel delovati okoli leta 1984 s teleskopom Isaac Newton, ki je bil premaknjen na La Palmo iz kraljevega observatorija Greenwich na gradu Herstmonceux v vzhodnem Sussexu v Angliji. Selitev je bila težavna in splošno znano je, da bi bilo ceneje zgraditi nov teleskop na kraju samem kot premakniti obstoječega.
Observatorij so najprej sestavljali predstavniki iz Španije, Švedske, Danske in Združenega kraljestva. Druge države, ki so se pozneje vključile, so Nemčija, Italija, Norveška, Nizozemska, Finska, Islandija in Združene države.
Observatorij so 29. junija 1985 uradno odprli španska kraljeva družina in šest voditeljev evropskih držav. Na observatoriju so zgradili štiri helikopterske ploščadi, ki so visokim gostom omogočile udoben prihod. Observatorij se je sčasoma precej razširil, leta 1987 so odprli 4,2-metrski teleskop William Herschel, nordijski optični teleskop leta 1988 in več manjših sončnih ali specializiranih teleskopov; nacionalni teleskop Galileo je bil odprt leta 1998, Gran Telescopio Canarias pa leta 2006, s polno odprtino leta 2009.
Požar na pobočju gore leta 1997 je poškodoval enega od teleskopov za žarke gama, poznejši požari septembra 2005 in avgusta 2009 pa niso povzročili resne škode ne stavbam ne teleskopom.
Leta 2016 sta Instituto de Astrofísica de Canarias in Observatorij Cherenkov Telescope Array podpisala sporazum o gostovanju niza severne poloble Cherenkov Telescope Array v ORM.
Leta 2016 je bil observatorij napovedan kot druga izbira lokacije za tridesetmetrski teleskop, če lokacija Mauna Kea ni izvedljiva.

## Teleskopi/observatoriji
Španski otok je gostitelj premierne zbirke teleskopov in observatorijev z vsega sveta, za severno poloblo, razen Havajskih otokov, ki imajo drugačno kombinacijo teleskopov. 10,4-metrski Grand Telescope Canarias je največja posamezna odprtina za astronomski observatorij na svetu.
- Carlsberg Meridian Telescope (1984–2013)
- Dutch Open Telescope
- First G-APD Cherenkov Telescope (FACT) (2011– )[6]
- Galileo National Telescope
- Gran Telescopio Canarias (2007– )
- Gravitational-wave Optical Transient Observer (GOTO-N)[7]
- HEGRA
- Isaac Newton Telescope
- Jacobus Kapteyn Telescope
- Liverpool Telescope (2003– )[8]
- MAGIC
- MASCARA
- Mercator Telescope
- Nordic Optical Telescope
- Swedish Solar Telescope
- Wide Angle Search for Planets (WASP)
- William Herschel Telescope
- European Solar Telescope (v načrtu)

## Galerija
- Več helikopterskih ploščadi, zgrajenih za inavguracijsko slovesnost, je mogoče videti pod zdaj razstavljenim nizom HEGRA
- Teleskopi na observatoriju ob sončnem zahodu, od leve proti desni: NOT, WHT, DOT, SST, Mercatorjev teleskop in ING
- Slika 10-metrske zgradbe Gran Telescopio Canarias v gradnji marca 2003
- Slika nordijskega optičnega teleskopa (NI)
- Veliki teleskop 1 niza čerenkovskih teleskopov (MAGIC)
- 360-stopinjska panorama, posneta 28. januarja 2011